# Prodlení
Prodlení, nesplácení nebo delikvence nastává tehdy, pokud není plněn závazek, jak bylo dohodnuto ve smlouvě. Tímto dochází k porušení smlouvy. Obě strany se zavazují poctivě a v dobré víře plnit veškerá ustanovení. Tedy nastává jakýkoliv nesoulad, jakákoliv odchylka s tím, co si obě strany ujednaly a dochází tím k porušení smlouvy. Jedním z těchto porušení je i prodlení. 
Do prodlení se může dostat jak dlužník (mora debitoris), pokud řádně a včas neplní svůj dluh, ale také věřitel (mora creditoris), jestliže nepřijme řádně nabídnuté plnění nebo neposkytne pro splnění potřebnou součinnost. Dlužník se naopak do prodlení nedostane tehdy, pokud je v prodlení sám věřitel. V takovém případě odpovědnost za škodu přechází na věřitele a za dobu věřitelova prodlení nemusí dlužník platit žádné úroky.

## Historie

### V římském právu
Již římské právo uvádělo, že právní závazek je jakési pouto, které dlužníka nutí k plnění: „Obligatio est iuris vinculum quo necessitate adstringimur alicuius solvendae rei secundum nostrae civitatis iura.“ V českém znění: „Obligace je právní pouto, které nás svou nevyhnutelností nutí, abychom v souladu s právem našeho státu poskytli někomu nějaké plnění.“

### V rakouském právu
Rakouský všeobecný zákoník občanský (ABGB) prodlení upravoval v § 862 následovně: „Nebyla-li k přijetí příslibu vymíněna lhůta, musí býti ústní příslib přijat bez prodlení. U písemného sejde na tom, zda obě strany jsou v témže místě, čili nic. V prvém případě musí se stati přijetí do dvaceti čtyř hodin, v druhém však ve lhůtě, které jest zapotřebí ke dvojnásobné odpovědi, a druhé straně oznámeno, jinak příslib zaniká. Před uplynutím stanovené lhůty nemůže býti příslib odvolán.“

## Současnost – český občanský zákoník
Závazkové právo je souhrnem všech práv a povinností, které oběma stranám vznikají ze smluv. Závazkové právo je postaveno na rovnosti stran. Základní princip prodlení je nesplnění závazku vyplývajících ze smluv, a to řádně a včas. A díky tomuto porušení závazku se mění obsah uzavřeného právního poměru. Za prodlení se tedy považuje skutečnost, „kdy řádně a včas nedošlo ke splnění subjektivní povinnosti“.
Současná česká právní úprava prodlení částečně vychází z obchodního zákoníku z roku 1991, který byl v roce 2014 nahrazen především novým občanským zákoníkem. Občanský zákoník uvádí v § 1914: „je-li splněno vadně, má příjemce práva z vadného plnění a dlužník povinnost“. Dále pak § 1968 uvádí, „dlužník není za prodlení odpovědný, nemůže-li plní v důsledku prodlení věřitele“. Poslední odklon od původní úpravy prodlení v původním občanském zákoníku je širší možnost soudu reagovat na sjednanou výši úroku z prodlení.

### Prodlení dlužníka
Prodlení dlužníka (mora debitoris) je vedeno v § 1968 občanského zákoníku. Jde o situaci, kdy buď není plněno vůbec (dlužník ani žádné plnění věřiteli nenabídl), anebo sice plnění nabídl, ale neodpovídalo smlouvě (bylo vadné) a věřitel je z toho důvodu nepřijal. Pak se dlužník ocitá v prodlení a plynou z toho pro něj nepříznivé následky (typicky např. úroky z prodlení, smluvní pokuta, náhrada škody apod.).

#### Práva a povinnosti dlužníka
Dlužník má povinnost splatit dluh na svůj náklad řádně a včas. Jeho povinností je také zabezpečit, aby plnění dluhu odpovídalo smlouvě. Plnění „musí odpovídat zájmům věřitele“. Neodpovídá-li smlouvě, věřitel má právo odmítnout.
Jde o situaci, kdy buď není plněno vůbec (dlužník ani žádné plnění věřiteli nenabídl), anebo sice plnění nabídl, ale neodpovídalo smlouvě (bylo vadné) a věřitel je z toho důvodu nepřijal (což udělat až na určité výjimky může). Pak se dlužník ocitá v prodlení a plynou z toho pro něj nepříznivé následky (typicky např. úroky z prodlení, smluvní pokuta, náhrada škody apod.).

#### Fixní závazek
Je takový závazek, který musí být dodán k přesnému datu, které je buď ujednáno ve smlouvě nebo ze závazku jasně vyplývá, že věřitel nemůže mít zájem na zpoždění plnění. Takovýto závazek zaniká počátkem prodlení dlužníka. Zánik takovéhoto závazku má stejný účinek jako odstoupení věřitele od smlouvy. Typickým příkladem fixního závazku může být například dodání dortu na narozeninovou oslavu.

#### Kdy dlužník není v prodlení
Dlužník nemusí svůj dluh plnit, pokud:
- mají s věřitelem plnit navzájem (jde o vzájemná plnění) a druhá strana svou část závazku neplní a ani k tomu není připravena
- nemusí plnit v případě, pokud mu věřitel odmítne vystavit kvitanci.
- může oprávněně uplatnit tzv. námitku nejistoty žalobcovy,[11] a to z toho důvodu, že věřitel není schopen plnit kvůli okolnostem, které nastaly po uzavření smlouvy
- nemusí také plnit pokud věřitel odmítne plnění přijmout, či neposkytne součinnost – ve  smlouvě lze dohodnout tzv. respiro, což je zvláštní lhůta, která se  sjednává k dohodnuté době plnění (např. „do 31. 10. 2001 s měsíčním respirem“). Pak platí, že dlužník plní včas, pokud svůj závazek splní v dohodnuté lhůtě plnění včetně stanoveného respira. Plní-li tedy v těchto případech dlužník už po projití dohodnuté doby, ale ještě v rámci respira, nelze mluvit o dlužníkově prodlení[12][13]

### Prodlení věřitele
Prodlení věřitele (mora creditoris) není zdaleka tak častým jevem. Avšak věřitel stejně tak jako dlužník má povinnost plnit své závazky z uzavřené smlouvy. V prodlení se věřitel ocitá, odmítá-li přijmout dlužníkem nabízené řádné a včasné plnění. Prodlení věřitele je vedeno v § 1975 občanského zákoníku. Věřitel je tedy v prodlení tehdy, nepřijal-li řádně nabídnuté plnění nebo neposkytl-li dlužníku součinnost potřebnou ke splnění dluhu (například nevyzvednutí si řádně připravené věci od dlužníka, pasivní nepřevzetí, aktivní zmaření předání či převzetí dluhu, nepřevzetí na určitém místě, atp.). Důležité je dát si pozor na vadné plnění, které nemusí být věřitelem přijato. Do prodlení se věřitel také může dostat, a to z důvodu nevystavené kvitance.

#### Práva a povinnosti věřitele
Věřitel má následující práva:
- Právo na splnění dluhu.
- V případě peněžitého dluhu má věřitel má právo požadovat zaplacení úroku z prodlení. V případě, že se strany nedohodly na výši úroku, považuje se za sjednanou výše úroku, která byla stanovena nařízením vlády (tzv. zákonný úrok z prodlení).
- Právo na odstoupení od smlouvy – rozlišuje se podstatné porušení smlouvy a nepodstatné porušení smlouvy. Podstatné porušení smlouvy nastává, když strana, která smlouvu porušuje, už při podpisu smlouvy věděla, že by druhá strana smlouvu neuzavřela, kdyby porušení podmínek předvídala. Ostatní případy jsou nepodstatné porušení smlouvy. V případě podstatného porušení smlouvy stačí věřiteli bez zbytečného odkladu oznámit odstoupení od smlouvy oznámit. U nepodstatného porušení smluvních povinností může věřitel odstoupit od smlouvy až po marném uplynutí dodatečné přiměřené lhůty k řádnému splnění.[17][1]
- Právo na smluvní pokutu, pokud byla dohodnuta předem. Nemusí být dohodnuta písemně.
- Právo na náhradu škody, pokud není kryta úroky z prodlení.
- Právo žalovat dlužníka u civilního soudu.

#### Prodlení věřitele a nárok dlužníka
Dlužník není v prodlení, pokud se v době, kdy má plnit svůj závazek, v prodlení ocitá samotný věřitel. Pokud je dlužník v situaci, kdy již je v prodlení a až poté teprve nastane prodlení věřitele, přestane být dlužník po dobu prodlení věřitele v prodlení. Dlužník má právo odstoupit od smlouvy. Věřitel po dobu prodlení nese nebezpečí škody na věci. Po dobu prodlení věřitele dlužník není povinen platit úrok z prodlení. Věřitel má povinnost nahradit dlužníkovi náklady, které vznikly v důsledku jeho prodlení a byly spjaté s pokusem řádně a včas plnit (např. cestovné, poštovné…) Pokud byla sjednána smluvní pokuta pro případ porušení povinností, má dlužník právo ji po věřiteli požadovat. Dlužník má právo na náhradu škody vzniklou z odstoupení od smlouvy. Prodlení dlužníka při prodlení věřitele nenastává, přerušuje se nebo zaniká.

### Konec prodlení

#### Konec prodlení dlužníka
Prodlení je ukončeno tehdy, když dlužník splní veškeré své povinnosti vyplývající ze závazku v prodlení. Prodlení zaniká v den, kdy je dluh plně splněn. Tento den je posledním dnem prodlení se všemi následky. Pokud se jedná o plnění ze strany dlužníka, je zcela na něm, aby splnil veškeré své povinnosti a tím ukončil prodlení. Jedná-li se o prodlení ze strany věřitele, dlužník musí věřiteli plnění reálně nabídnouti, tj. musí ze své strany učiniti vše, co má učiniti, aby se plnění umožnilo.

#### Konec prodlení věřitele
Prodlení věřitele je ukončeno tehdy, pokud věřitel učiní vše, aby splnění mohlo řádně proběhnout. Také končí tehdy, kdy je přijato věřitelem nabízené řádné plnění.

#### Smrt dlužníka či věřitele
Smrtí dlužníka, věřitelovo právo na vymáhání dluhu nezaniká, a to z důvodu plnění práv a povinností ze závazkových právních vztahů smrtí dlužníka nebo věřitele zásadně nezanikají, ale přecházejí na právního nástupce. Je zde však výjimka. Právo na vymáhání dluhu zanikne tehdy, je samotným obsahem plnění něco (namalovat obraz, napsat knihu), co má být provedeno osobně dlužníkem.
Stejně tak smrtí věřitele právo plnění zaniká, bylo-li omezeno na jeho osobu. Smrtí věřitele zaniká i právo na bolestné. Ostatních případech veškeré závazky přecházejí na dědice, a to prostřednictvím dědického řízení.

### Prevence prodlení
Důležité je si velmi dobře přečíst smlouvu. Smlouvy jsou uzavírány také proto, aby se předešlo nepředvídatelným následkům obou smluvních stran. Je také velmi důležité, aby dlužník byl obeznámen s možnou existencí vícenákladů spojených s prodlením, předtím než k prodlení dojde. Lze říci, že ony budoucí vícenáklady jsou jakousi pobídkou odrazující dlužníka od porušení smlouvy prodlením.